# Gabriele Chilà
Gabriele Chilà (17 de septiembre de 1997) es un deportista de Italia que compite en atletismo. Ganó una medalla de bronce en el Campeonato Europeo de Atletismo Sub-23 de 2019, en la prueba de salto de longitud.